# Djam (Film)
Djam ist ein französisch-griechisch-türkischer Film des Regisseurs Tony Gatlif aus dem Jahr 2017. Im Stil eines Roadmovies schildert er eine Episode aus dem Leben einer jungen Frau von der Insel Lesbos, verknüpft mit Musikeinlagen im traditionellen Stil des griechisch-türkischen Rembetiko. Der Film kam am 24. April 2018 in die deutschen Kinos.

## Handlung
Nach dem frühen Tod ihrer Mutter wurde die junge Djam (Daphné Patakia) von deren Lebensgefährten Kakourgos (Simon Abkarian) aufgezogen, der einst ein Restaurant in Paris besaß und nun auf der Insel Lesbos ein Touristen-Ausflugsboot betreibt. Derzeit aber liegt das Boot wegen eines Motorschadens still. Seit Beginn der Flüchtlingskrise kommen auch keine Touristen mehr auf die Insel. Die junge Djam wird von ihrem Onkel Kakourgos, einem passionierten Rembetiko-Fan, nach Istanbul geschickt, um ein rares Ersatzteil für das Boot zu besorgen. Dort trifft sie auf die 19-jährige Französin Avril (Maryne Cayon), die als Freiwillige in die Türkei kam, um dort in der Flüchtlingshilfe zu arbeiten. Doch schon auf dem Weg dahin wurden ihr Geld und Gepäck gestohlen. Ohne Geld und Kontakte ist die junge Frau verloren und hilflos in der fremden Stadt. Die freche und freiheitsliebende, aber auch ebenso großherzige wie unberechenbare Djam nimmt Avril unter ihre Fittiche, stattet die Fremde mit ein paar Kleidungsstücken aus und nimmt sie mit auf ihre abenteuerliche Heimreise. Diese erweist sich aber als langwieriger als gedacht, denn in Griechenland wird allerorten gestreikt und so müssen die beiden Frauen weite Strecken zu Fuß zurücklegen. Unter anderem treffen sie auf einen Mann, der sich töten will, weil ihm Geschäft und Familie genommen wurde, aber erst, nachdem er sein eigenes Grab geschaufelt hat. Denn nur so kann er aufrecht beerdigt werden.

## Rezeption
Vieles erscheint hier fast spielerisch improvisiert, schreibt Katharina Granzin (Filmstarts), was zur offenen Erzählweise passe. Die beiden gemeinsam reisenden Frauen, aber auch Kakourgos sind Wandernde, die immer wieder gezwungen sind, ihr Leben neuen Bedingungen und Orten anzupassen. In der so melancholischen wie kraftvollen Musik des Rembetiko finde in diesem Film alles seinen emotionalen Widerhall: das alte Exil, das neue Exil, die große Flucht, die Zerstörung von Existenzen in der griechischen Schuldenkrise und nicht zuletzt die Stärke der Titelheldin.
Tony Gatlifs Regiestil sei ein dokumentarischer, heißt es in Kino-Zeit. Er zeige, wie das Leben von Djam ist – natürlich mit Höhen und Tiefen, aber ohne dramaturgischen Spannungsbogen oder gesetzten Highlights. Das sei einerseits überzeugend, andererseits aber verliere der Film auch immer wieder an Schärfe, gerade wenn er das Flüchtlingsgeschehen im Mittelmeer thematisiert oder die Behörden das Restaurant von Kakourgos räumen lassen. Dennoch sei es die Musik, die auch Tony Gatlifs Film trage. Und es sei vor allem Daphné Patakia, die in der Rolle der Djam beeindrucke; sie besitze eine unglaubliche Ausstrahlung, im Gesang mehr noch als im Schauspiel. Allerdings singt sie nicht einfach nur, sondern wird aus dem Off instrumental begleitet, was dem Ganzen noch mehr Stärke verleiht.
Nach Ansicht von Ulrich Sonnenschein (epd Film) betrachtet Gatlif, 1948 im damals zu Frankreich gehörenden Algerien geboren, die griechische Situation als Außenstehender. Doch die Geschichte, die er erzählen will, bleibe brüchig, die Figuren fremd. Es sei das Künstlerische dieses Films, das die Emotionalität vertreibe. Bei Migration im Film heißt es hingegen: Was „Djam“ neben den sehr authentisch wirkenden und mitunter nervigen, sehr spontan agierenden Figuren und der mitreißenden Musik so sehenswert mache, sei die scheinbare Beiläufigkeit und Direktheit, mit der große individuelle und gesellschaftliche Dramen erzählt werden, die sich zurzeit in der Türkei und in Griechenland ereignen.

## Auszeichnungen
- 2018: Vorauswahl (Révélation) für den César in der Kategorie Beste Nachwuchsdarstellerin für Daphné Patakia.